# Ribera Alta (Álava)
Ribera Alta (baskisch Erriberagoitia; offiziell Erriberagoitia/Ribera Alta) ist eine Verbandsgemeinde (municipio) mit 845 Einwohnern (Stand: 2024) in der spanischen Provinz Álava in der autonomen Region Baskenland. Zu dem in den 1970er und 1980er Jahren geschaffenen Gemeindeverband gehören die Dörfer Antezana de la Ribera, Anuntzeta/Anúcita, Arbigano, Arreo, Artaza-Escota/Artatza-Axkoeta, Barrón, Basquiñuelas, Caicedo-Sopeña, Hereña, Lasierra, Leciñana de la Oca, Morillas, Ormijana, Paúl, Pobes, Subijana-Morillas, Tuyo, Villabezana, Villambrosa, Viloria. Hauptort und Zentrum ist Pobes.

## Lage
Ribera Alta liegt im Westen der Provinz Álava in einer Höhe von etwa 500 bis 700 Metern ü. d. M. Der Fluss Bayas fließt in Nord-Süd-Richtung. Die Provinzhauptstadt Vitoria-Gasteiz ist etwa 28 Fahrtkilometer in östlicher Richtung entfernt. Die nächstgrößere Stadt, Miranda de Ebro, liegt ca. 26 Kilometer südlich in der Provinz Burgos.

## Bevölkerungsentwicklung der Provinz
Quelle: INE-Archiv – grafische Aufarbeitung für Wikipedia

## Wirtschaft
Die Dörfer und Weiler der Gemeinde waren und sind in hohem Maße von der Landwirtschaft geprägt; angebaut werden vorwiegend Getreide, aber auch Gemüsepflanzen aller Art. In den Sommermonaten spielt auch der Tourismus (Wandern, Vermietung von Ferienwohnungen) eine wichtige Rolle im Wirtschaftsleben der Gemeinde.

## Geschichte
Über die Geschichte der einzelnen Dörfer ist so gut wie nichts bekannt. Die kleinen romanischen oder gotischen Kirchen lassen jedoch auf eine entsprechend lange Besiedlung der Gegend schließen.

## Sehenswürdigkeiten
Antezana de la Ribera
- Die einschiffige Kirche Nuestra Señora de la Asunción stammt aus dem 15. Jahrhundert; sie hat aber noch ein einfaches romanisches Südportal. Der Altarretabel im Churriguera-Stil stammt aus dem 18. Jahrhundert.

Artaza-Escota/Artatza-Axkoeta
- Jeder der beiden Ortsteile hat eine romanische Kirche. Die von Artaza ist im 19. Jahrhundert durch ein Feuer stark beschädigt aber originalgetreu wieder aufgebaut worden.

Barrón
- Die Casa-Torre de los Barrón y Mendoza ist eine befestigte Wohnburg mit erhöht liegendem Eingang aus dem 15. Jahrhundert.

Leciñana de la Oca
- Die gotische Kirche hat noch ein romanisches Südportal, das sich in einer zweibogigen Südvorhalle (portico) verbirgt. Darüber befindet sich ein Glockengiebel (espanaña).